# Келлер, Отто
Отто Келлер (нем. Otto Keller; 28 мая 1838, Тюбинген — 16 февраля 1927, Людвигсбург) — филолог, профессор классической филологии во Фрайбурге, Граце и Праге.
Наиболее интересны его обработка Горация (Лейпциг, 1864—1869) и «Epilegomena zu Horaz» (Лейпциг, 1879—1880). Опубликовал: «Untersuchungen über die Geschichte der griech. Fabel» (Лейпциг, 1862), «Die Entdeckung Ilions zu Hissarlik» (Фрейберг, 1875), «Der saturnische Vers als rhythmisch erwiesen» (Прага, 1883) и др.